# كولونيل فابيان (مترو باريس)
كولونيل فابيان (بالفرنسية: Colonel Fabien)‏ هي محطة مترو تابعة لمترو باريس تقع في فرنسا في الدائرة العاشرة في باريس.[بحاجة لمصدر]